# Морозобой

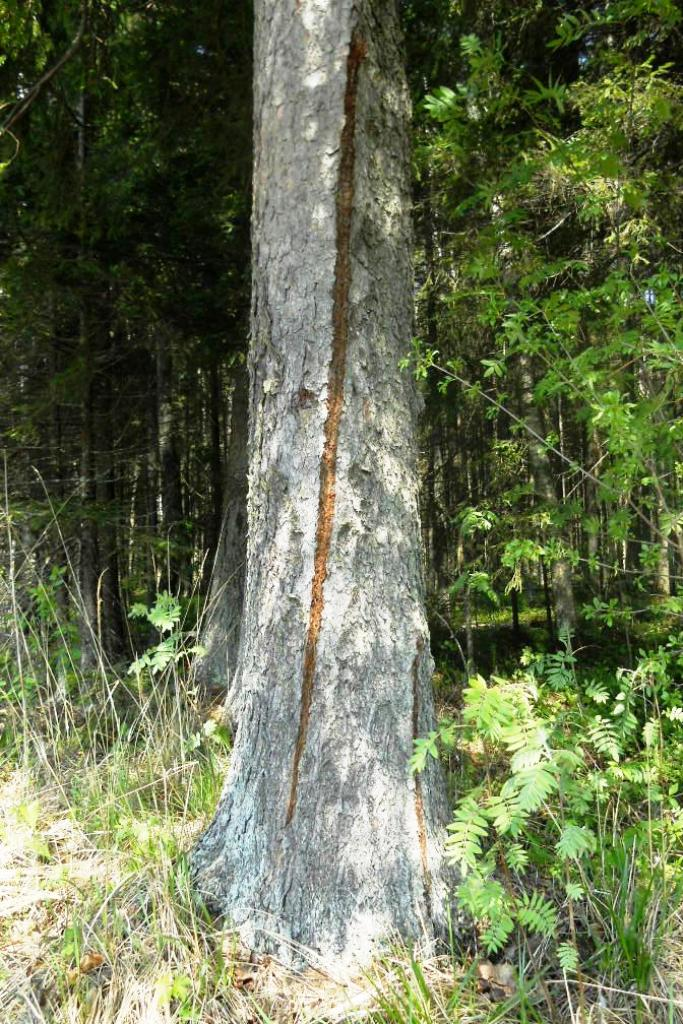
Морозобоина на еловом стволе

Моро́зная тре́щина, или морозобо́ина, или морозобо́й (неофиц.) — повреждение древесины стволов крупных деревьев в виде радиальной трещины, возникающее под действием резкого их охлаждения. В зависимости от степени развития, на поверхности ствола такие повреждения наблюдаются как открытые или закрытые трещины со вздутиями или гребнями, возникающими снаружи ствола от разрастания коры и древесины, реже — как открытые без вздутий. Является пороком древесины из группы трещин.
По длине могут распространяться на значительную часть ствола, по глубине — до сердцевины. Чаще всего располагаются в комлевой части ствола. Первоначально морозобоина обнаруживается в виде трещины, тянущейся вдоль ствола на различную длину и имеющей направление, параллельное волокнам древесины; так как эти волокна редко идут вертикально, обычно же направляются более или менее косо, то и трещины имеют косое направление, дающее возможность определить по наружному осмотру характер косослойности дерева.

## Возникновение и развитие

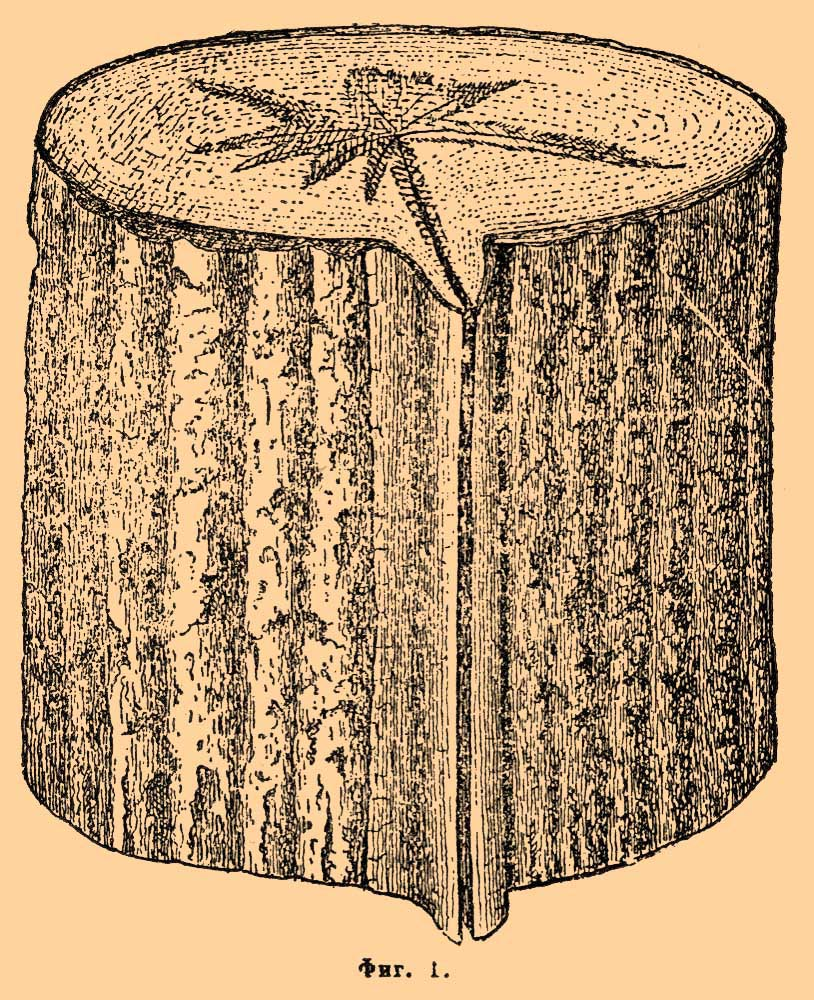
Морозобойный хребет и распространение гнили при морозобоине

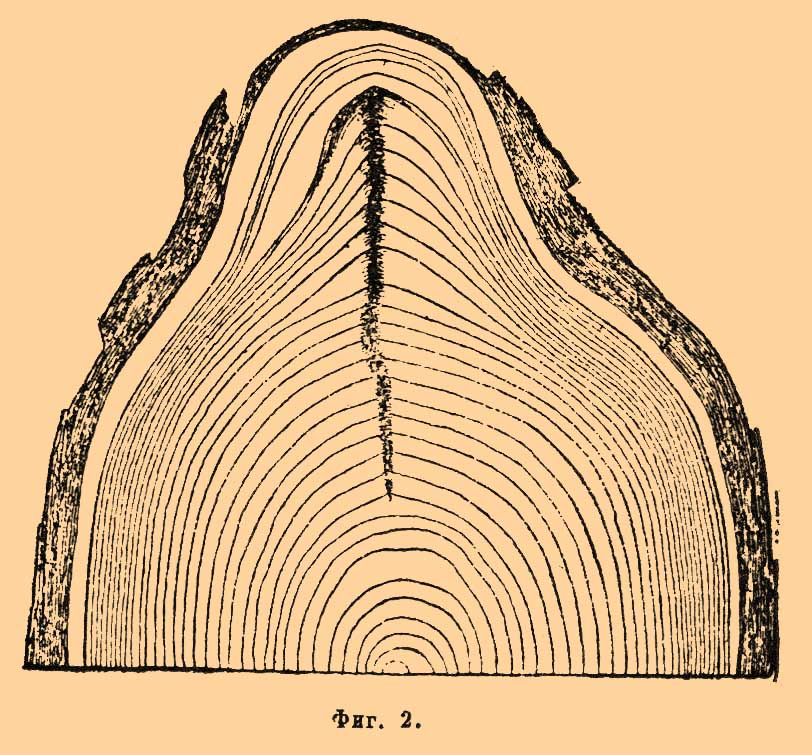
Зарастание трещины

Существуют разные версии образования морозных трещин. Одной из причин называется значительная разница в деформации древесины в тангентальном и радиальном направлениях при охлаждении, ведущая к возникновению критических напряжений и разрыву тканей, чему в значительной степени способствует расширение воды при её замерзании в центральной части ствола. Б. С. Чудинов особое значение придаёт так называемой внутренней сушке древесины при замораживании, величина которой определяется степенью обезвоживания клеточных оболочек, зависящей от влажности и температуры древесины. Наибольшая усадка возникает, если влажность древесины несколько превосходит значение предела гигроскопичности.
Менее всего вероятной причиной возникновения морозных трещин считается значительный перепад температур между центральными и периферическими частями ствола, когда при внезапном понижении температуры наружные слои древесины охлаждаются и сжимаются сильнее внутренних.
Трещины эти образуются сразу, и появление их сопровождается сильным треском. При последующем повышении температуры сжавшиеся наружные слои снова принимают прежний объём, и трещина закрывается настолько плотно, что летом трудно бывает заметить вновь образовавшиеся трещины.
Благодаря пробуждающейся летом деятельности камбиального слоя разрыв зарастает, причём в этом месте благодаря ослабленному давлению коры образующийся слой древесины имеет особенно значительную ширину и отличается малой плотностью. Вследствие этого на следующую зиму при действии даже сравнительно слабого мороза образуется трещина на этом же месте, зарастающая опять широким слоем на следующее лето. В конечном результате повторяющееся растрескивание древесины в одном и том же месте и отложение в этом месте особенно широкого годового слоя приводит к образованию на поверхности ствола заметного возвышения — морозобойного хребта. Достигший заметных размеров хребет ослабляет натяжение, происходящее при сжатии под влиянием мороза наружных слоёв древесины ствола, вследствие чего прекращаются разрывы вновь образующихся годовых слоев и трещина зарастает, а по истечении некоторого числа лет может сгладиться и неровность, обусловленная образованием морозобойного хребта.
Описанный ход повреждения морозом наблюдается сравнительно редко, в тех случаях, когда морозобойная трещина не служит местом заражения древесины каким-либо паразитным грибом. Если такое заражение произойдёт, то деятельность камбиального слоя парализуется, и трещина не зарастает. Заражение, впрочем, чаще всего случается лишь через несколько лет, когда успел образоваться хребет заметных размеров. Тогда на вершине хребта получается более не закрывающаяся трещина, а гниль распространяется внутрь ствола, по направлению сердцевидных лучей, до сердцевины, от которой расходится в разные стороны.
Особенно часто подвергаются повреждению морозам стволы деревьев, растущих единично, по опушкам или по соседству с прогалинами; затем вредное действие мороза обнаруживается на низменных местах (так называемых морозных гнёздах) и на сырых почвах. Часто указывают, что морозобойные трещины появляются преимущественно на северной или северо-восточной стороне стволов, но это не соответствует действительности.

## Морозобоина в разных породах древесины
В наибольшей степени морозобоинами повреждаются толстые стволы твёрдых лиственных пород:
клёна, бука, дуба, ясеня, ореха. Чаще всего получает морозные трещины на стволе конский каштан. Тем не менее, и на мягких лиственных породах — осине и липе — морозобоины являются частым явлением. Хвойные поражаются значительно меньше, однако у пихты отмечено частое образование внутренних тангентальных морозных трещин.

## Влияние на качество древесины
Всякая морозобоина или хребет свидетельствует о значительной вероятности поражения ствола гнилью, а открытая морозная трещина служит верным указанием на существование внутри него ядровой гнили. Технические качества древесины понижаются вследствие неправильного отложения годовых слоёв и нарушения целостности ствола. Поэтому деревья, повреждённые морозом, следует удалять при проходных рубках из насаждений, в которых желают выращивать поделочные стволы. Наиболее отрицательное влияние оказывают морозобоины, расположенные винтообразно вследствие косослойности ствола.

## Громобоина

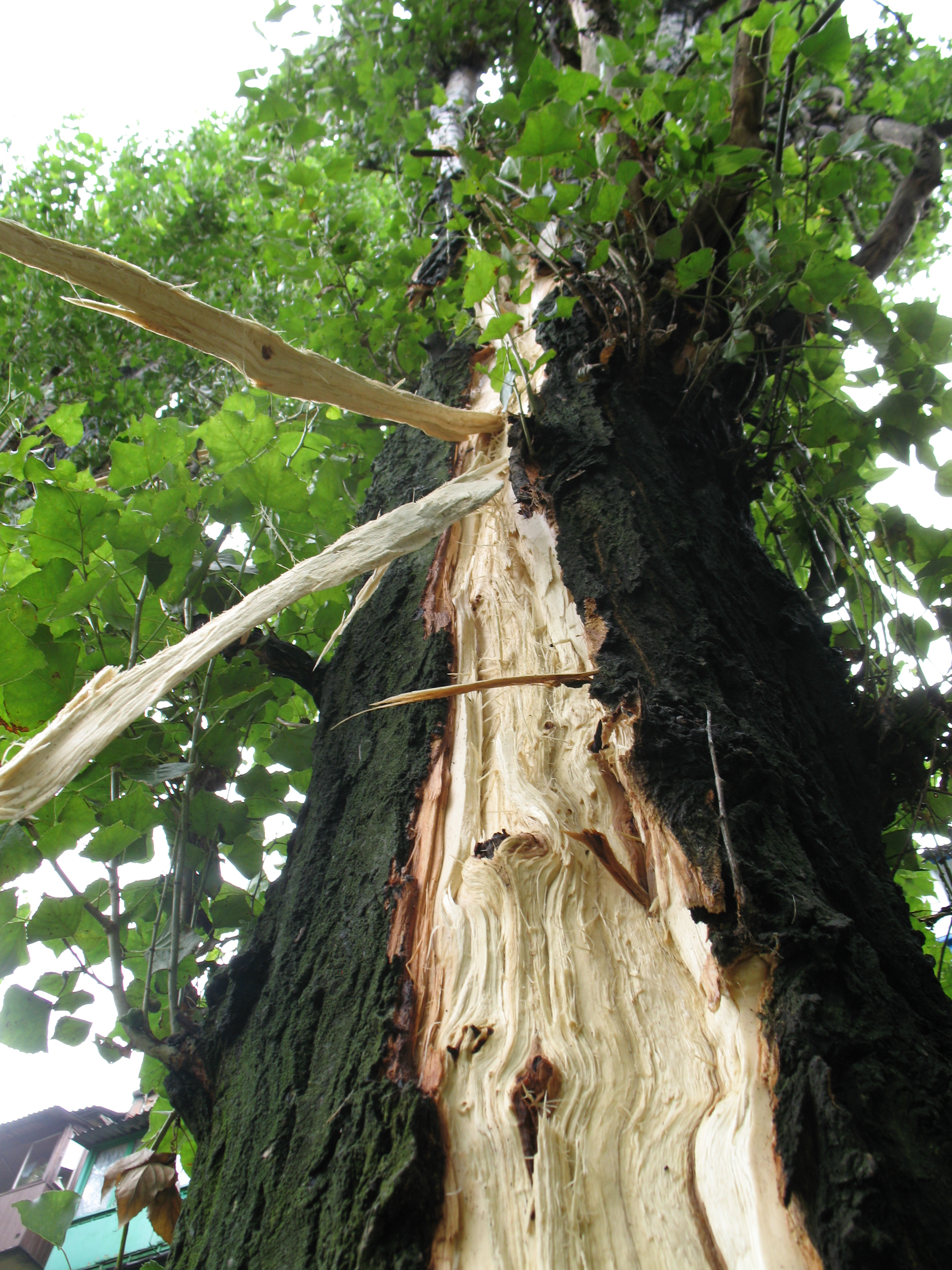
Поражённое молнией дерево в Макеевке, 2008 г.

Громобойные трещины вызываются ударом молнии в дерево. В качестве порока древесины государственным стандартом причисляются к морозным трещинам. Проходят они обычно по всей длине дерева — от вершины до корневых лап. На поперечном спиле представляют собой трещины или желобки разной глубины, в некоторых случаях проходящие во внутренних слоях ствола и не заметные на его поверхности. Появлению особенно больших громобоин способствует сильное развитие ядра или спелой древесины, содержащих мало влаги и поэтому плохо проводящих электричество. Обычно сопровождается повреждениями коры со сколами и отщепами поверхностных слоёв древесины. Старые заросшие громобойные трещины не отличаются от морозных.
Встречаются на всех древесных породах, особенно на хвойных, а из лиственных чаще всего на дубе, белой акации, ясене и на ильмовых. Сравнительно редко поражаются граб, чёрная ольха и берёза. Реже всего страдает от молнии бук. На частоту поражения молнией, видимо, влияет содержание в древесине разных пород масла, снижающего токопроводимость.
Степень испорченности лесоматериала зависит от глубины громобоины. Наружные повреждения древесного ствола способствуют заражению его грибами и возникновению гнили.
Однако не всегда громобоина считается явлением, снижающим качество древесины. Например, башкирский варган (род музыкального инструмента) — кубыз — делается исключительно из древесины стоявшего на возвышенности клёна, поражённого молнией.